# 系統程式設計
系統程式設計（英語：System programming，或），是針對電腦系統軟體開發而進行的編譯活動。一般的應用軟體程式設計，針對的是設計與使用者互動的軟體，如文書處理器；而系統程式設計，主要是為電腦硬體提供相對應的軟體服務。進行系統程式設計時，需要對電腦硬體的特性有深入的了解。